# Chapelle impériale de Biarritz
La chapelle impériale de Biarritz est un édifice religieux catholique dont la construction, qui s'étala de 1864 à 1866, fut confiée à Émile Boeswillwald. Elle est située à Biarritz (avenue de la Marne), dans le département français des Pyrénées-Atlantiques en région Nouvelle-Aquitaine, et constitue l'unique vestige immobilier de la villégiature impériale dans la ville.

## Histoire
La chapelle est classée aux monuments historiques depuis 1981.
Bâtie en 1864 à la demande impériale d'Eugénie de Montijo, épouse de Napoléon III, cette chapelle mêlant harmonieusement style roman-byzantin et hispano-mauresque a été dédiée à la vierge noire mexicaine Notre-Dame de Guadalupe.